# 曾廣鈞
曾广钧（1866年—1929年），字重伯，号觙庵，又号伋安，湖南湘乡人。曾国藩长孙。
曾广钧为曾国藩三子曾纪鸿长子。光绪十五年（1889年）中进士，同年五月，改翰林院庶吉士。光緒十六年四月，散館，授翰林院編修。甲午战争后，官广西知府。

## 诗学成就
汪国垣《光宣诗坛点将録》将曾广钧点为“天巧星浪子燕青”，并借曾国藩《读李义山诗集》五绝的诗味说：“奥缓光莹称此词，涪翁原本玉溪诗。君家自有连城璧，后起应怜圣小儿。”“圣小儿”一语源出王闿运，他在宣统元年甲戍题《环天室诗集》卷首曰：“重伯圣童，多才多艺，交游三十余年，但以为天才绝伦，非关学也；今观诗集，蕴酿六朝三唐，兼博采典籍云云。”这是对曾广钧诗学内涵的很有影响的概括评语，后人遂多以“圣童”、“圣小儿”等语呼重伯。
汪国垣还说：“环天室诗多沈博绝丽之作，比拟之工，使事之博，虞山之后，此其嗣音。太傅、惠敏，并致力玉溪，至重伯则所造尤邃，可谓克绍家风矣。”在其看来，袭风义山是曾氏家族诗学的“连城璧”。正因为曾广钧在其《环天室诗集》中写下了大量的摹仿李商隐的作品，才成为在清末诗坛上颇有影响的“西昆派”代表诗人。
钱仲联《近百年诗坛点将录》点曾广钧为“天彗星拼命三郎石秀”：“曾重伯为求阙斋主人之孙，早慧，王湘绮目为圣童。诗承求阙崇尚玉溪之论，而不学韩、黄，惊才绝艳，犹是楚、骚本色。七律《和李亦元王聘三庚子落叶词》十二首最负盛名，狄葆贤所谓‘摹玉溪之妍辞，继谢家之哀诔’，盖为悼珍妃而作。”对于珍妃之死，世间曾有诸多谈论，曾广钧据此写下的十二首七律，既是他集中的盛名之作，也是诗学义山的最典型作品。《近百年词坛点将录》点曾广钧为“天巧星浪子燕青”：“‘上接孟荀驺论纵，旁通骚赋楚歌狂。澧兰沅芷无穷竟，况复哀时重自伤。’（黄遵宪《酬曾重伯编修》）王湘绮称为圣童之曾重伯，不徒诗笔才华绝世，《环天室词》亦迥异恒蹊。所谓‘刻黛量颦，裁琼界恨，有人寄托遥深’（《一萼红·题无爱填词图》）者，即是自我写照。宜海内才人齐声倾倒，如‘万朵红莲礼白莲’也。”